# Ямагуті Кеї
Кеї Ямагуті (яп. 山口 慶, нар. 11 червня 1983, Кіото) — японський футболіст, що грав на позиції півзахисника.
Виступав за клуби «Нагоя Грампус» та «ДЖЕФ Юнайтед», а також молодіжну збірну Японії.

## Клубна кар'єра
Народився 11 червня 1983 року в місті Кіото. Вихованець футбольної школи клубу «Нагоя Грампус». Дорослу футбольну кар'єру розпочав 2002 року в основній команді того ж клубу, в якій провів вісім сезонів, взявши участь у 170 матчах чемпіонату. Більшість часу, проведеного у складі «Нагоя Грампус», був основним гравцем команди.
2010 року перейшов до клубу «ДЖЕФ Юнайтед», за який відіграв п'ять сезонів. Граючи у складі «ДЖЕФ Юнайтед» також здебільшого виходив на поле в основному складі команди. Завершив професійну кар'єру футболіста виступами за команду «ДЖЕФ Юнайтед» у 2014 році.

## Виступи за збірну
Протягом 2001–2003 років залучався до складу молодіжної збірної Японії. У її складі був учасником молодіжного чемпіонату світу 2003 року.